# Martin Amedick
Martin Amedick (Delbrück, 6 september 1982) is een Duits voormalig profvoetballer die als centrale verdediger speelde.
Amedick begon bij Arminia Bielefeld en brak door bij Eintracht Braunschweig. Van 2006 tot 2008 kwam hij uit voor Borussia Dortmund. Het meest succesvol was Amedick bij 1. FC Kaiserslautern waarvoor hij tot begin 2012 meer dan honderd wedstrijden speelde en waar hij ook aanvoerder werd. In januari 2012 werd hij door Eintracht Frankfurt gecontracteerd. Daar zou hij nauwelijks spelen en in juli van dat jaar werd bij hem het chronischevermoeidheidssyndroom ontdekt. Begin 2013 keerde hij terug op het veld maar kwam nauwelijks meer aan bod. In de zomer van 2013 ging hij naar SC Paderborn 07 maar ook daar speelde hij niet veel. Na de promotie naar de Bundesliga in 2014 bracht hij zijn laatste contractjaar door bij het tweede team en beëindigde in 2015 zijn loopbaan. 